# クラスノズナメンスク (カリーニングラード州)
クラスノズナメンスク（ロシア語: Краснознаменск, ラテン文字転写: Krasnoznamensk）は、ロシア西部飛び地のカリーニングラード州東部にある都市。1945年以前はドイツ領東プロイセンに属し、ドイツ語でラスデーネン（Lasdehnen, リトアニア語: Lazdynai, ポーランド語: Łazdyny）といった。リトアニア国境に近いクラスノズナメンスク地区に属し、ネマン川（旧メーメル川）の支流シェシュペ川（リトアニア語: Šešupė, ロシア語: Шешупе, ドイツ語: Scheschuppe, シェシュッペ川）が流れる。
人口は2006年で3,518人ほど。2002年国勢調査で3,751人、1989年ソ連国勢調査では3,894人。古くは東プロイセンのリトアニア人地区であった小リトアニアに属し、現在も人口の大きな部分をリトアニア人が占める。

## 歴史
記録に初出するのは1521年で、当時はドイツ語名をハーゼルプッシュ（Haselpusch）といった。18世紀初頭にラスデーネンという地名が登場する。これはリトアニア語でヘーゼルナッツを意味する「ladz」からきている。1578年には村の教会が建ったが1661年に焼失した。現在ある教会は、1874年から1877年にかけて建てられたネオゴシック様式の建築である。ラスデーネンは次第にシェシュッペ川下流域の主要な市場町となり、1663年には水車ができて小麦粉の生産を始めた。

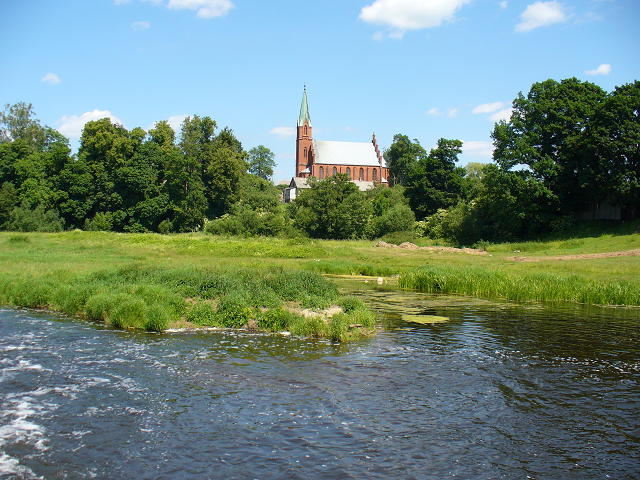
クラスノズナメンスクのドイツ時代からの教会とシェシュペ川

ナチス政権下の1938年、バルト語派のプルーセン語やリトアニア語に由来するラスデーネンという地名は、よりドイツ的な「セイヨウハシバミ（ヘーゼル）の山」を意味するハーゼルベルク（Haselberg）に変えられた。1944年から1945年の東プロイセン攻勢で、東プロイセンは赤軍に占領されソ連に編入され、ハーゼルベルクは「赤旗の町」を意味するクラスノズナメンスクに変えられ市となった。戦前まで郡中心地だったピルカレン市（Pillkallen, 現在のドブロヴォルスク村 ロシア語: Добровольск）は赤軍とドイツ軍が何度も争奪する激戦地となって完全に破壊されたため、戦後はクラスノズナメンスクがこの地域の中心都市になりかわった。

## 産業と交通
クラスノズナメンスクには製材業や、チーズなどを製造する食品工業が立地する。
町の中をカリーニングラードからズナメンスク（旧ヴェーラウ）、グセフ（旧グンビンネン）、ネマン（旧ラグニット）へ通じるR508号線が通る。またここで、地区の東を通りネステロフ（旧シュタルペーネン）へ通じるR511号線が分かれている。